# Fré Vooys-Bosma
Fré Vooys-Bosma (30 september 1926 – 25 april 2020) was een Nederlands politica. 

## Loopbaan
Vooys-Bosma werd in 1982 de eerste vrouwelijke wethouder in Den Haag voor de Partij van de Arbeid. In het college van B&W van de gemeente Den Haag was zij was verantwoordelijk voor emancipatie, personeelszaken, organisatie en productiebedrijven. Tijdens haar ambtsperiode heeft ze zich ingezet voor het in 1984 opgerichte Haagse Vrouwenhuis, kinderopvang, ouderschapsverlof voor vrouwen en mannen, economische zelfstandigheid van jongvolwassen vrouwen, afschaffing van het bordeelverbod in Den Haag en voorlichting over homoseksualiteit binnen het openbaar onderwijs.
Na een vroegtijdig pensioen uit de gemeenteraad is ze nog enige jaren actief geweest als bestuurslid bij de bestuursacademie van Zuid-Holland. In die hoedanigheid heeft ze zich ingezet voor een tweejarige trainingscursus die het bekleden van hogere beleidsfuncties bij gemeenten door personen met een allochtone afkomst mogelijk zou maken.
Fré Vooys-Bosma overleed in 2020 op 93-jarige leeftijd.